# Yasin Çakmak
Yasin Çakmak (ur. 6 stycznia 1985 w Rize) – turecki piłkarz, grający na pozycji środkowego obrońcy. Obecnie jest piłkarzem Tokatsporu.